# Nakhon Pathom United
El Nakhon Pathom United (en tailandés: สโมสรฟุตบอลนครปฐมยูไนเต็ด) es un equipo de fútbol de Tailandia que juega en la Liga de Tailandia, la primera división nacional.

## Historia
Fue fundado en el año 1999 en la provincia de Nakhon Pathom con el nombre Nakhon Pathom Football Club (en tailandés: สโมสรฟุตบอลจังหวัดนครปฐม) para jugar en la liga provincial. En 2006 juega por primera vez en la Liga Premier de Tailandia, donde jugó por tres temporadas hasta que descendió en 2010.
En 2013 el club fue castigado por dos años y en 2017 fue descendido a la Thai League 4 por la Asociación de Fútbol de Tailandia por no enviar los documentos de licencia a tiempo. En dos años logra dos ascensos consecutivos y juega en la Liga 2 de Tailandia.
En 2023 el Nakhon Pathom United gana la Thai League 2 y retorna a la Thai League 1 tras 14 años de ausencia.

## Palmarés
- Thai League 2 (1): 2022–23
- Thai League 3 Lower Region (1): 2019
- Thai League 4 (1): 2018
- Thai League 4 Western Region (1): 2018